# Echo Chamber
Echo Chamber är en singel från år 2000 av den svenska rockgruppen The Ark. Låten finns med på bandets debutalbum We Are The Ark från samma år. Singeln nådde som bäst 42:a-platsen på den svenska singellistan.

## Listplaceringar
| Lista (2000-2001) | Topplacering |
| ----------------- | ------------ |
| Sverige           | 13           |

### Fotnoter
1. ↑  ”Listplacering”. http://hitparad.se/showitem.asp?interpret=The+Ark&titel=Echo+Chamber&cat=s. Läst 22 maj 2011.